# Серкова (деревня)
Серкова — деревня в Талицком городском округе Свердловской области России.

## География

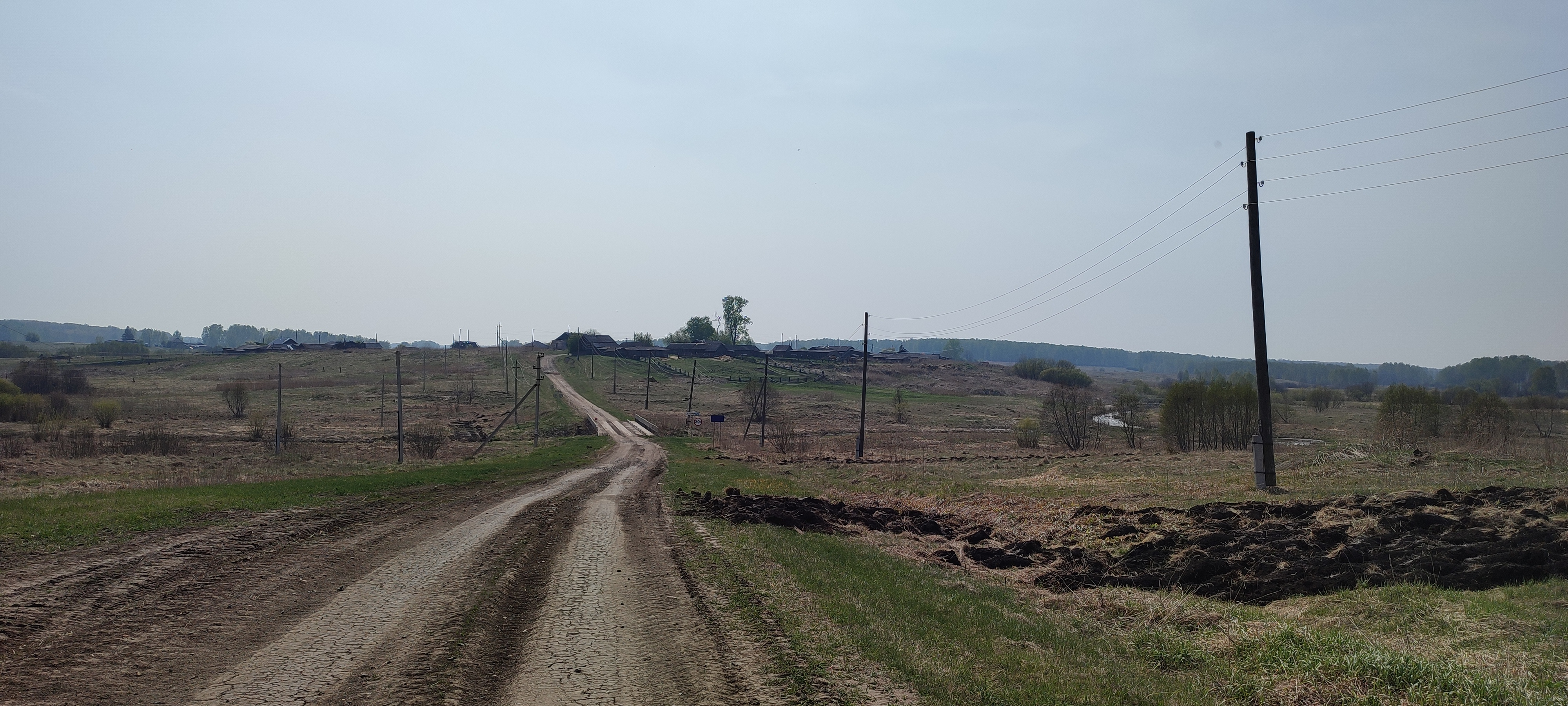

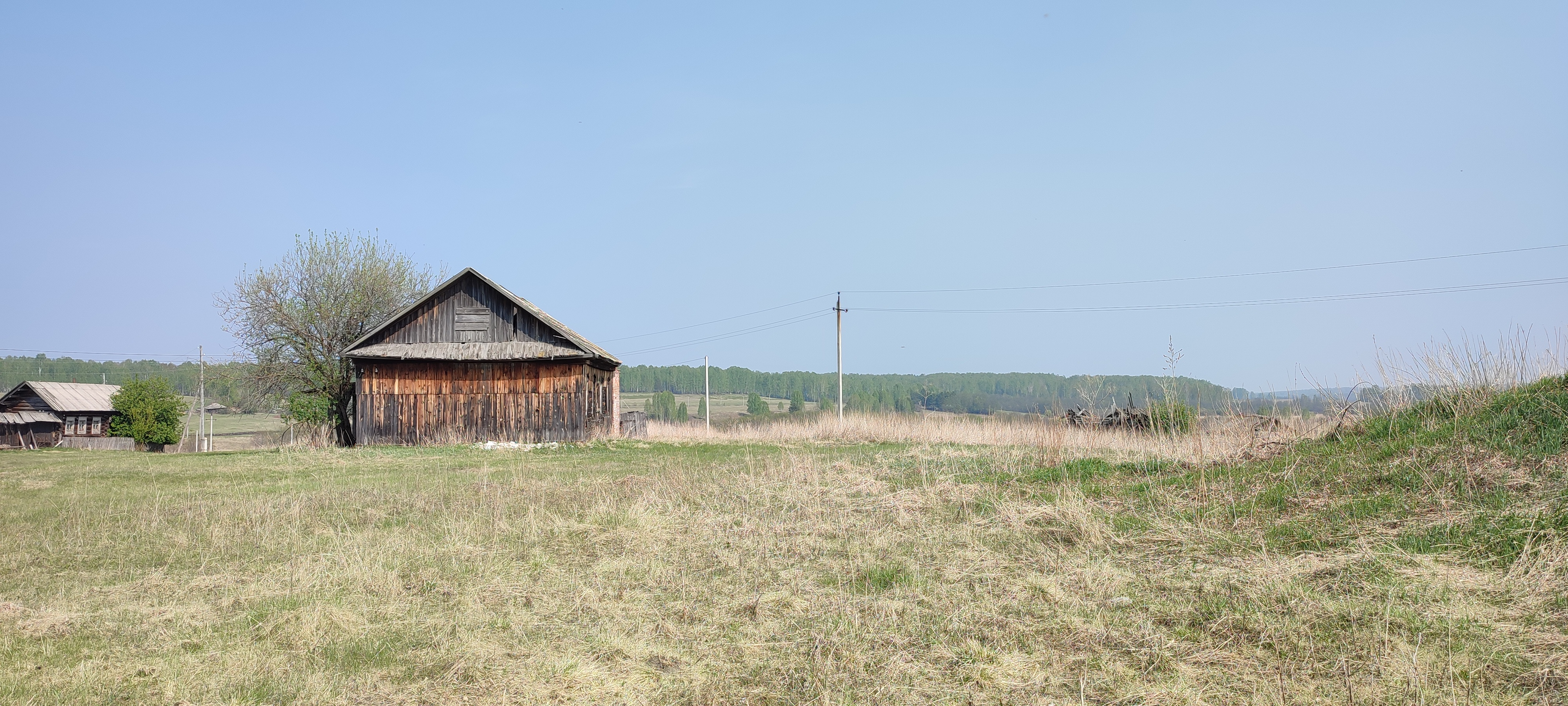

Деревня Серкова находится в 47 километрах (по дорогам в 58 километрах) к западу-северо-западу от города Талицы, в междуречье Юрмыча (левого притока реки Пышмы) и его правого притока — реки Подборной. На севере деревни в Юрмыч впадает река Глубокая, а юго-восточнее Серковой в Подборную впадает река Малая Подборная. В деревне имеется пруд.

## Население
| 2002 | 2010 | 2021 |
| ---- | ---- | ---- |
| 86   | ↘48  | ↘26  |